# Astrid Berndt
Astrid Berndt (...) è un'ex schermitrice tedesca, vincitrice di una medaglia d'argento ai campionati mondiali di scherma.